# فيليكس بادينهورست
فيليكس بادينهورست (12 يونيو 1989 بإسواتيني - ) هو لاعب كرة قدم سوازيلندي في مركز الوسط. شارك مع منتخب إسواتيني لكرة القدم. أما مع النوادي، فقد لعب مع نادي إمبابان سوالوز ونادي جومو كوزموز وManzini Wanderers F.C. ‏.

## روابط خارجية
- فيليكس بادينهورست على موقع قاعدة بيانات كرة القدم.إي يو (الإنجليزية)
- فيليكس بادينهورست على موقع ناشيونال فوتبول تيمز (الإنجليزية)